# ヤエヤマヒルギ
ヤエヤマヒルギ（八重山蛭木、八重山漂木、学名：Rhizophora stylosa Griff.）は、ヒルギ科ヤエヤマヒルギ属の常緑高木。別名オオバヒルギ（大葉蛭木、大葉漂木）、シロバナヒルギ（白花蛭木、白花漂木）。日本ではヤエヤマヒルギの学名にRhizophora mucronata Lam. を用いる文献もあるが、R. stylosaとR. mucronataは別種であり、R. mucronataは日本には自生しない。

## 特徴

### 形態
樹高は8-10m程度となる常緑高木。幹の根本近くから周囲に向かって、多数の弓なりの形状の呼吸根を伸ばす。この呼吸根は、幹の下部から斜め下に向かって出て、枝分かれしながら泥に入り込むので、見かけはタコノキ類のものに似ている。むしろ幹を支えているようにも見えるので、支柱根と言うこともある。
葉は厚い革質で滑らか、全体は楕円形で、先端にとがった突起があるのが特徴。葉の裏側には無数の小さい黒点がある。
花期は5-7月。腋生の集散花序で、花弁は4枚で白く、この花の色から、別名シロバナヒルギと呼ばれることもある。萼片は4枚で、萼片の先は裂けており、形状は三角形である。果実は卵形で、樹上にあるうちに先端から長さ30cm以上にも及ぶ細長い緑色の幼根が伸びることから、胎生種子と呼ばれる。成熟した胎生種子は、他のマングローブ植物と同様に母樹から落ちて海流に乗って移動する海流散布によって分布を広げる。

### 生態及び生育環境
熱帯・亜熱帯の河口域や干潟などの汽水域に生育するマングローブの構成種の一つ。他のヒルギ科植物と比較して塩分に対する耐性が強く、マングローブの帯状分布では、より海側に生育する。

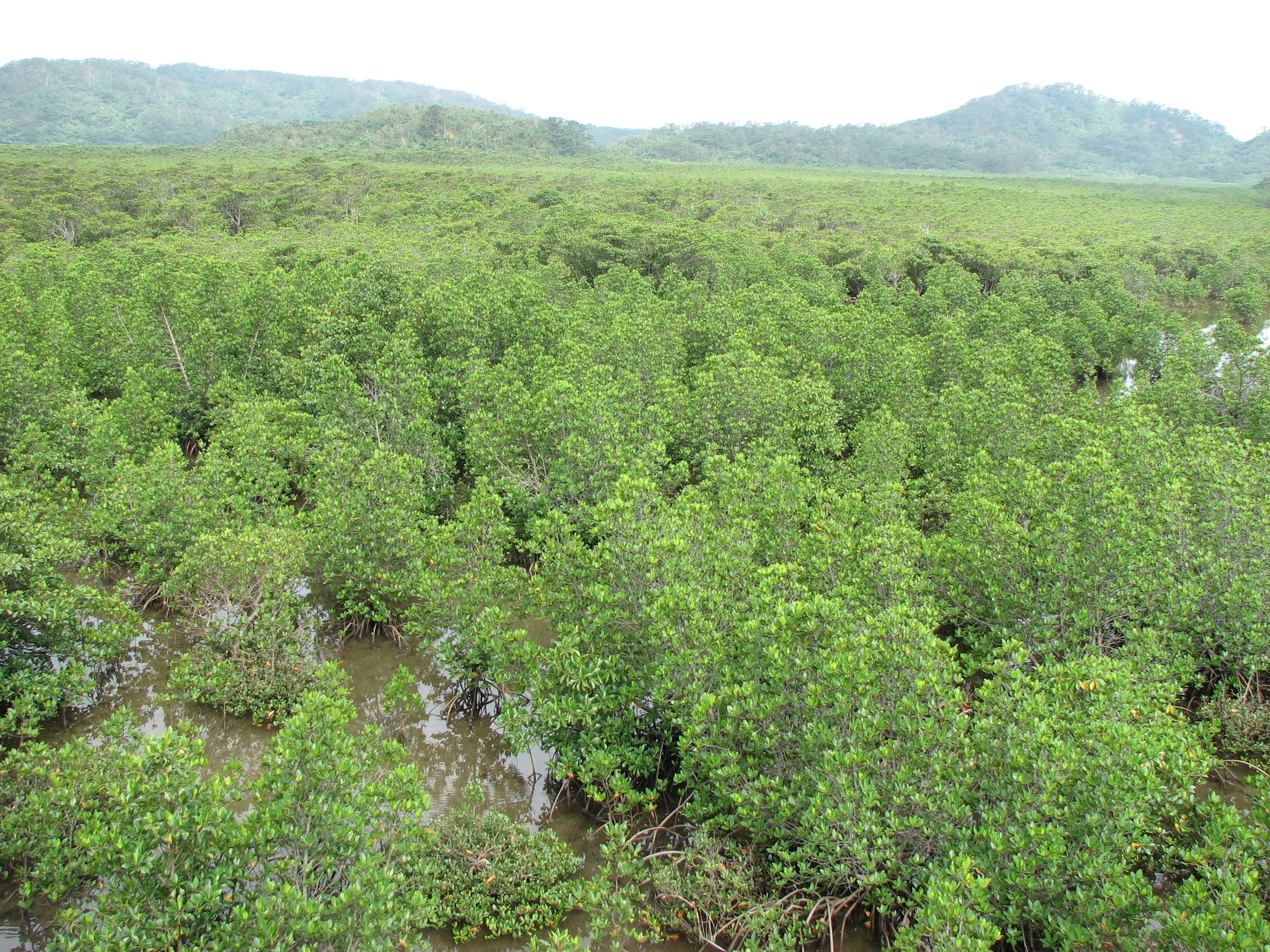
西表島浦内の干潟・ヤエヤマヒルギの大群落
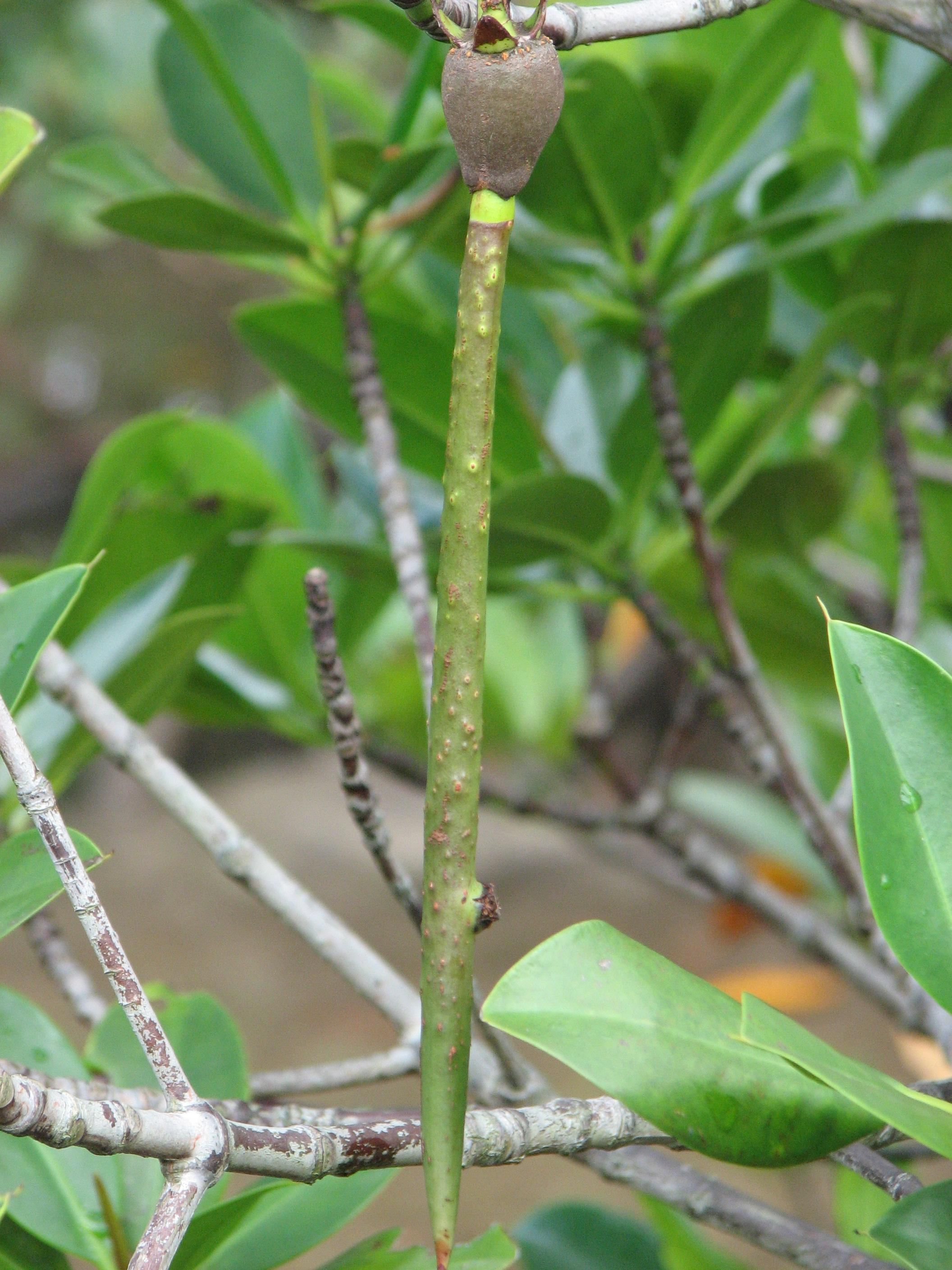
ヤエヤマヒルギの胎生種子

## 分布
インド洋東部から東南アジア、オセアニア、南太平洋の熱帯および一部の亜熱帯に広く分布する。日本では南西諸島（沖縄諸島・宮古島・八重山諸島）に分布する。分布の北限は沖縄本島である。

### 日本における生育地
沖縄本島を北限とし、沖縄諸島以南でマングローブを構成する。特に八重山諸島に多く、優占種となっている。沖縄本島では、元々島北部の東村慶佐次などでしか見られなかったが、1970年代に漫湖に植栽され、繁殖している。石垣島および西表島の干潟には大群落を形成する。

## 分類
本種の和名と学名の対応についてはいくつかの混乱が指摘されているが、日本に分布するのはR. stylosaであり、R. mucronataとは別種である。両種は外部形態で区別されているだけでなく、遺伝的な違いも知られており、両者が混生する場所では雑種も報告されている。また、日本の植物の和名-学名のリストを提供する「BG Plants 和名-学名インデックス」（YList）では、オオバヒルギ（ヤエヤマヒルギ・シロバナヒルギ）の学名にR. stylosa を、ネッタイヒルギ(temp.)の学名にR. mucronata 対応させている。
日本における和名-学名の対応の混乱は、和名であるヤエヤマヒルギ・オオバヒルギの学名としてR. mucuronataを用いた文献が複数あることによる。この混乱がいつから生じたか定かではないが、1932年に工藤祐舜が台湾のマングローブについて報告した論文の中ではすでに、オオバヒルギ・ヤエヤマヒルギ・シロバナヒルギの学名としてR. mucronataが用いられていた。その後、初島住彦は、当初オオバヒルギ - R. stylosaを用いたが、後にオオバヒルギ - R. mucronataとし、最終的にはヤエヤマヒルギ - R. mucronataとして、R. stylosaについては琉球諸島に産するものは栽培種とした。一方、島袋敬一はヤエヤマヒルギ - R. stylosaを用い、R. mucronataをシノニムとした。瀬戸口浩彰は、1997年の著書で、ヤエヤマヒルギ- R. stylosaを用いてR. mucronataを別種として紹介したものの、分類に混乱があることを指摘し、1999年のFlora of Japanでは、ヤエヤマヒルギ - R. mucronataに変更した。日本におけるこのような学名の混乱は、日本の研究者がヤエヤマヒルギについて執筆する論文を介して他国にも広がっている。2021年12月の時点では、アメリカ合衆国農務省の作成したGermplasm Resources Information Network（GRIN）でも、R. mucronataは日本に分布するとされ、R. stylosaの分布域には台湾・中国が含まれているものの、日本は含まれていない。
ヤエヤマヒルギの和名と学名の対応に関する混乱の状況は、国際マングローブ生態系協会馬場繁幸らによって整理され、第27回日本マングローブ学会において報告された。報告の中では、日本のヤエヤマヒルギはR. stylosaであること、R. stylosaとR. mucronataは外部形態で区別される別種であること、R. stylosaの和名にはヤエヤマヒルギを用いることがふさわしく、R. mucronataにはオオバヒルギの和名をあてると良いだろうという考えが示された。

## 利用
樹皮を染料とする。また、材、木炭の原料となる。